# NK Omladinac Vrata
NK Omladinac je nogometni klub iz Vrata. 
Trenutačno se natječe u 1. ŽNL Primorsko-goranskoj.